# أيغل (نيويورك)
أيغل (بالإنجليزية: Eagle, New York)‏ هي بلدة أمريكية تقع في الولايات المتحدة في مقاطعة وايومينغ، نيويورك. يقدر عدد سكانها بـ 1,194 نسمة ومساحتها 94.6 كم2 وترتفع عن سطح البحر 583 متر.